# بوني سومرفيل
بوني سومرفيل (بالإنجليزية: Bonnie Somerville)‏ هي مغنية وممثلة أمريكية، ولدت في 24 فبراير 1974 ببروكلين في الولايات المتحدة. بدأت مشوارها المهني سنة 1998.

## أعمال

### أفلام
- (2000) مسحور[2]
- (2009) آلام المخاض
- (2009) الحقيقة البشعة[3]
- (2012) كنز الأصدقاء[4]
- (2014) الأمير
- (2018) مولد نجم[5][6]

### مسلسلات
- إن واي بي دي بلو
- بيفرلي هيلز 90210

## وصلات خارجية
- بوني سومرفيل على موقع IMDb (الإنجليزية)
- بوني سومرفيل على موقع ألو سيني (الفرنسية)
- بوني سومرفيل على موقع أول موفي (الإنجليزية)
- بوني سومرفيل على موقع قاعدة بيانات الأفلام السويدية (السويدية)
- بوني سومرفيل على موقع إن إن دي بي (الإنجليزية)
- بوني سومرفيل على موقع قاعدة بيانات الفيلم (الإنجليزية)
- بوني سومرفيل على موقع كينوبويسك (الروسية)